# Antifibrinolitici
Gli antifibrinolitici, come l'acido ε-aminocaproico e l'acido tranexamico sono utilizzati come inibitori della fibrinolisi. Questi farmaci interferiscono con la formazione della plasmina enzima fibrinolitico, dal suo precursore plasminogeno da attivatori del plasminogeno (principalmente t-PA e u-PA), che si svolge principalmente in presenza di lisina sulla superficie di fibrina. Questi farmaci bloccano i siti di legame degli enzimi o del plasminogeno rispettivamente, e quindi si forma della plasmina.
Sono utilizzati nella metrorragia e nei sanguinamenti dovuti a cause diverse. La loro applicazione può essere utile in pazienti con iperfibrinolisi, perché arrestano il sanguinamento rapidamente, se gli altri componenti del sistema emostatico sono normali.  Questo può aiutare a evitare l'uso di emoderivati, come plasma fresco congelato (FFP), con possibili rischi associati di infezioni o reazioni anafilattiche.
Nel 2010, il trial CRASH-2 ha dimostrato che l'acido tranexamico riduce in modo significativo la mortalità nei pazienti con trauma sanguinante.
L'aprotinina è stata abbandonata dopo l'identificazione di importanti effetti collaterali, in particolare sui reni.